# Nodavirusna endopeptidaza
Nodavirusna endopeptidaza (EC 3.4.23.44, virusna endopeptidaza crne bube, stajna virusna endopeptidaza) je enzim. Ovaj enzim katalizuje sledeću hemijsku reakciju
Hidroliza asparaginilne veze tokom maturacije strukturnih proteina virusa, tipično -Asn-Ala- ili -Asn-Phe-
Ovaj enzim kodira nekoliko nodavirusa koji su patogeni za insekte.

## Spoljašnje veze
- Nodavirus+endopeptidase на 